# 合子性

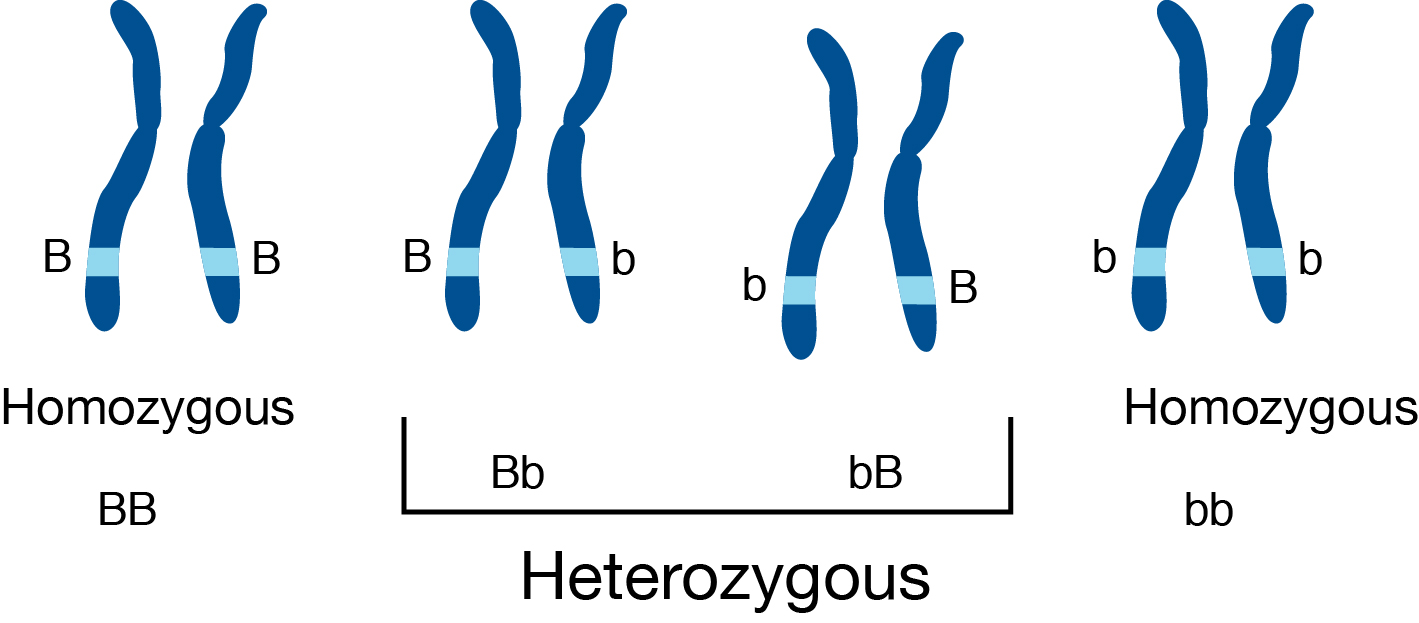
纯合子和杂合子

合子性是指二倍体的等位基因的相似程度。在二倍体生物中，一种等位基因遗传自父親，另一种等位基因遗传自母親。如果二倍体的等位基因相同，则被稱為純合子。如果二倍体的等位基因不同，則被稱為雜合子。如果二倍体中一个等位基因缺失，则被稱为半合子，如果两个等位基因均缺失，则被稱为无效纯合子。